# Куапель, Ноэль-Николя
Ноэ́ль-Никола́ Куапе́ль, Ноэ́ль-Николя́ Куапе́ль, в литературе известный как Ноэль-Николя Куапель Младший, или Куапель-дядя (фр. Noël-Nicolas Coypel, Coypel l’Oncle; 17 ноября 1690, Париж, Королевство Франция — 14 декабря 1734, Париж) — французский живописец, рисовальщик, скульптор и гравёр, стиля французского Регентства и рококо. Академик Королевской академии живописи и скульптуры (с 1720; ассоциированный член с 1716). Представитель известного семейства художников, младший сын Ноэля Куапеля, единокровный брат Антуана Куапеля и дядя Шарля Куапеля.

## Биография
Ноэль-Николя учился рисунку и живописи у отца, «первого живописца короля» Людовика XIV и одного из главных представителей «большого стиля» Ноэля Куапеля. Потеряв отца в 1707 году, сын продолжал совершенствовать свой стиль, изучая античное искусство и произведения художников Высокого Возрождения.
Завоевав несколько наград от Королевской академии живописи и скульптуры, он получил её аккредитацию в 1716 году и в 1720 году стал её полноправным членом, когда Антуан Куапель был там ректором. Его приёмной работой стала картина, представляющая бога Нептуна, похищающего нимфу Амимону. В 1727 году король Людовик XV объявил конкурс на продвижение исторической живописи в Академии. Куапель представил «Триумф Амфитриты». Хотя он не получил приз, его произведение имело успех.
Воодушевленный этим, он стремился сделать себя более известным, предложив расписать Капеллу Девы Марии в церкви Сен-Совёр XIII века без вознаграждения. Однако его росписи просуществовали недолго, так как проект реконструкции, начавшийся в 1787 году, был прерван Революцией и закончился сносом церкви.
В вопросах колорита Куапель придерживался установленных традиций. Он также написал для церкви Минимов Королевской площади (les Minimes de la place royale) картину, которая считалась одной из удачных. На ней изображён основатель ордена святой Франциск да Паола, пересекающий море со своими спутниками. Вскоре после этого он написал две картины для капеллы Сорбонны. У короля Людовика была копия его «Славы ангелов», выставленная в Версале, и сцена Рождества в личной капелле королевы.
Среди известных гравюр Куапеля — офорт «Святая Тереза среди Ангелов» (последующие варианты этой гравюры были завершены резцом Ж.-Ф. Леба).
Назначенный профессором Академии в 1733 году, Ноэль-Николя Куапель преждевременно умер спустя год в возрасте всего сорока четырёх лет в результате несчастного случая в семье.
Его учеником в академии был Жан-Батист Симеон Шарден.

## Галерея

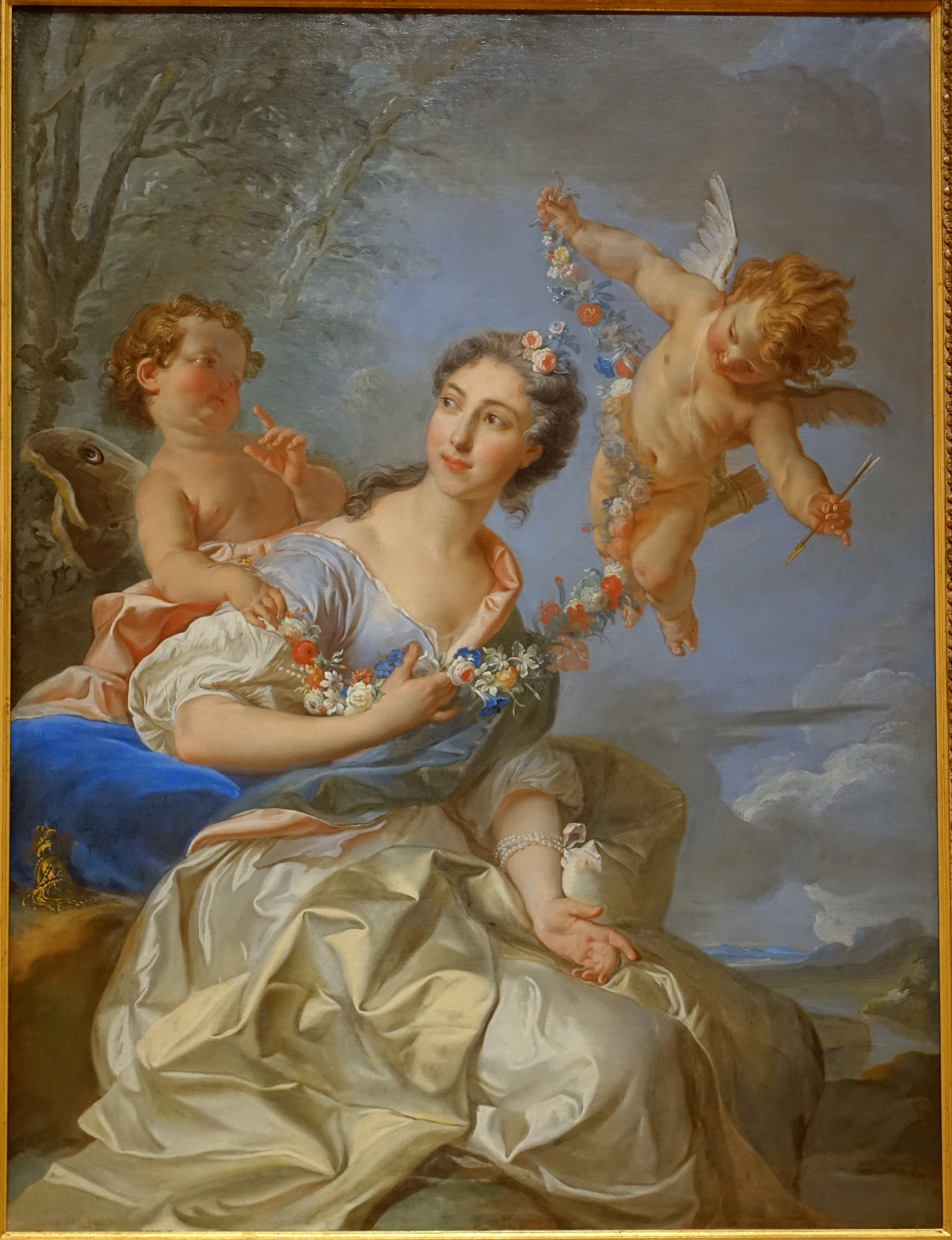
Портрет мадам де Бурбон-Конти в образе Венеры. 1731. Холст, масло. Джон и Мэйбл Ринглинг-музей, Сарасота, Флорида, США
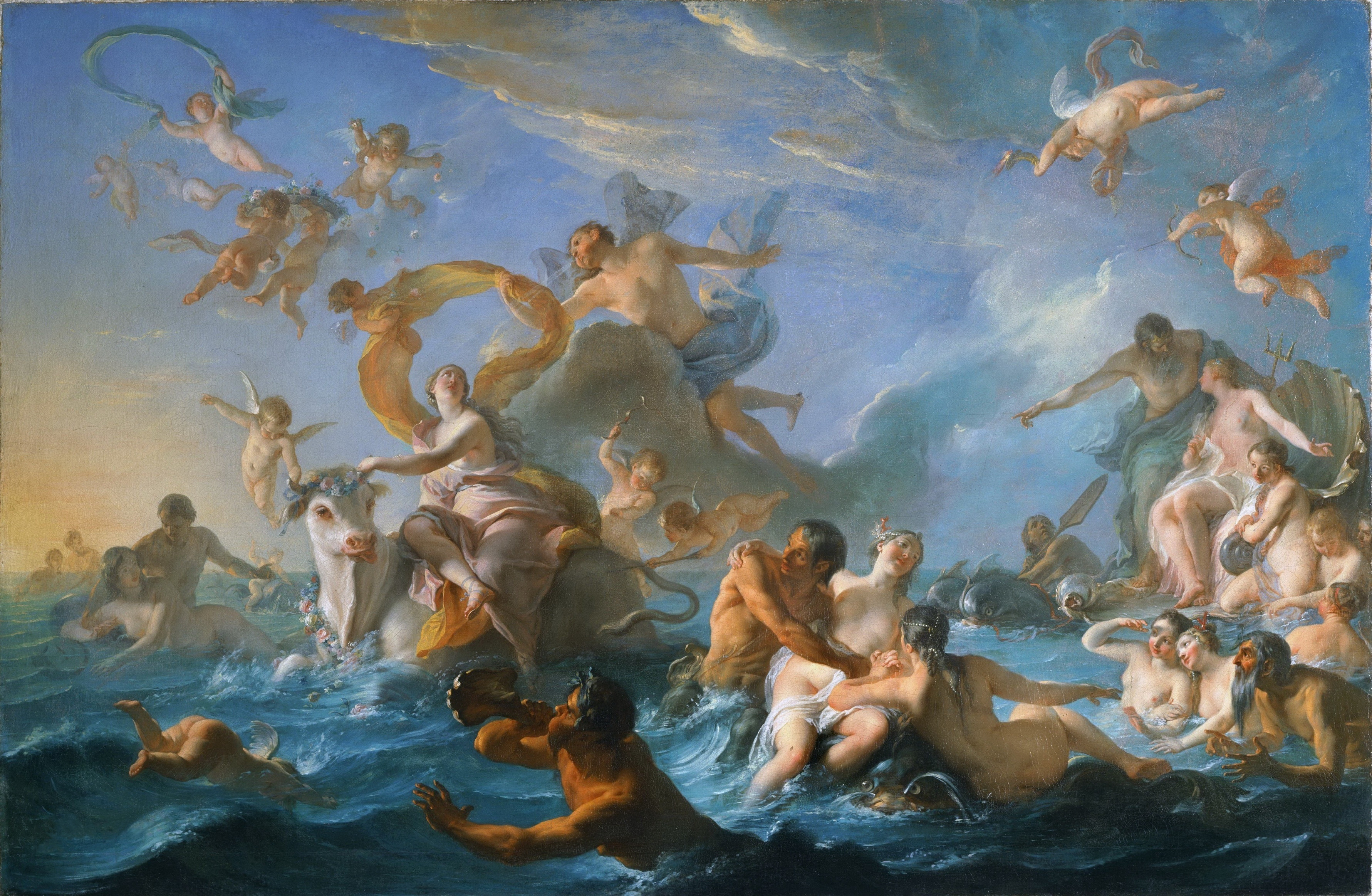
Похищение Европы. 1727. Холст, масло. Художественный музей Филадельфии, Филадельфия, Пенсильвания, США
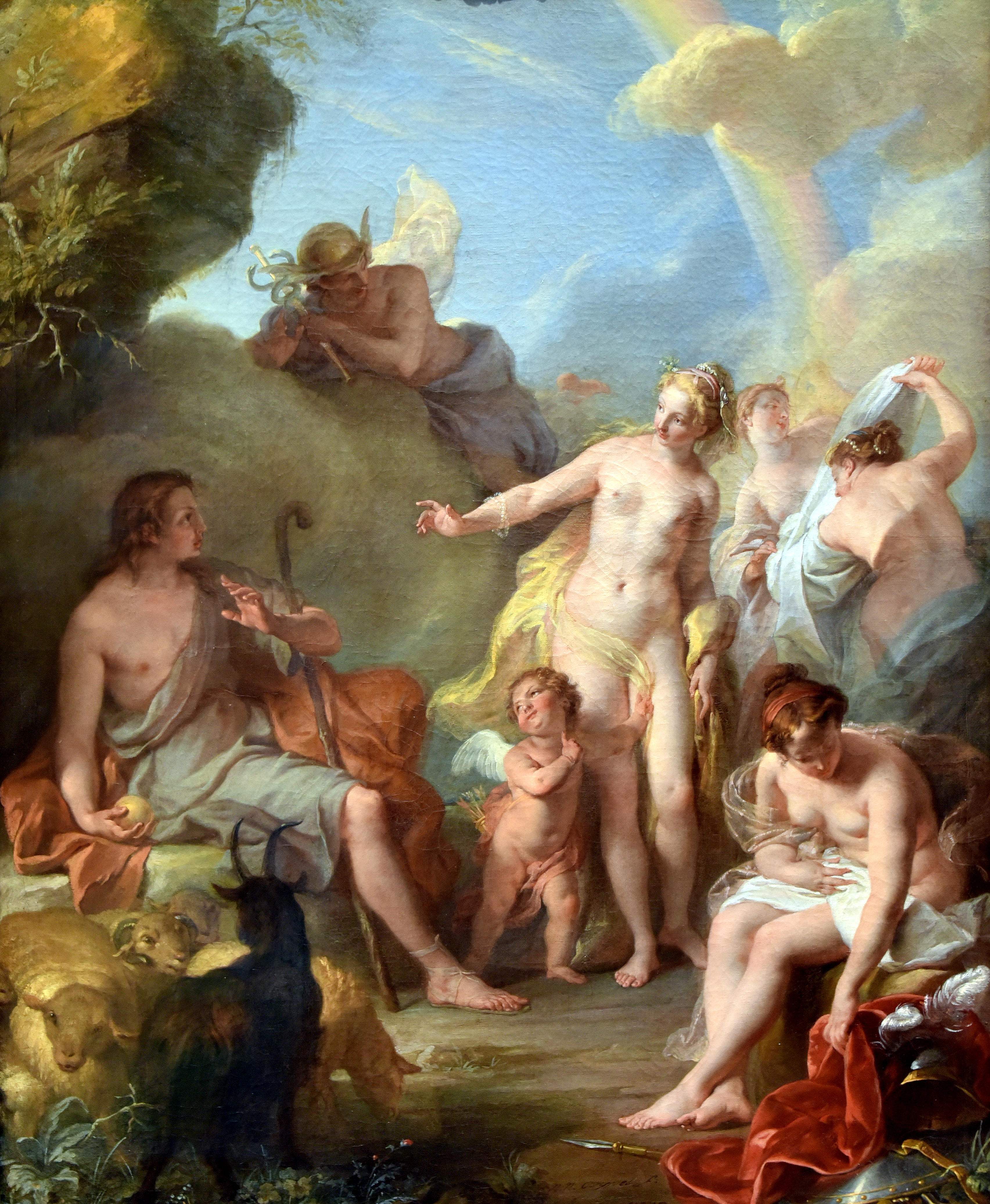
Суд Париса. 1728. Холст, масло. Национальный музей, Стокгольм
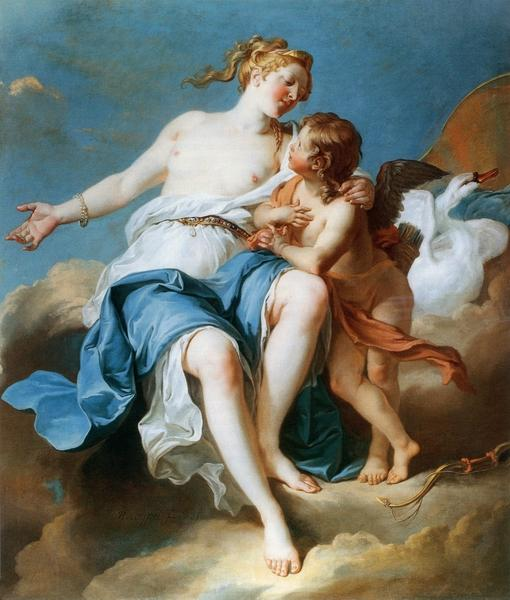
Венера и Амур. 1725. Местонахождение неизвестно
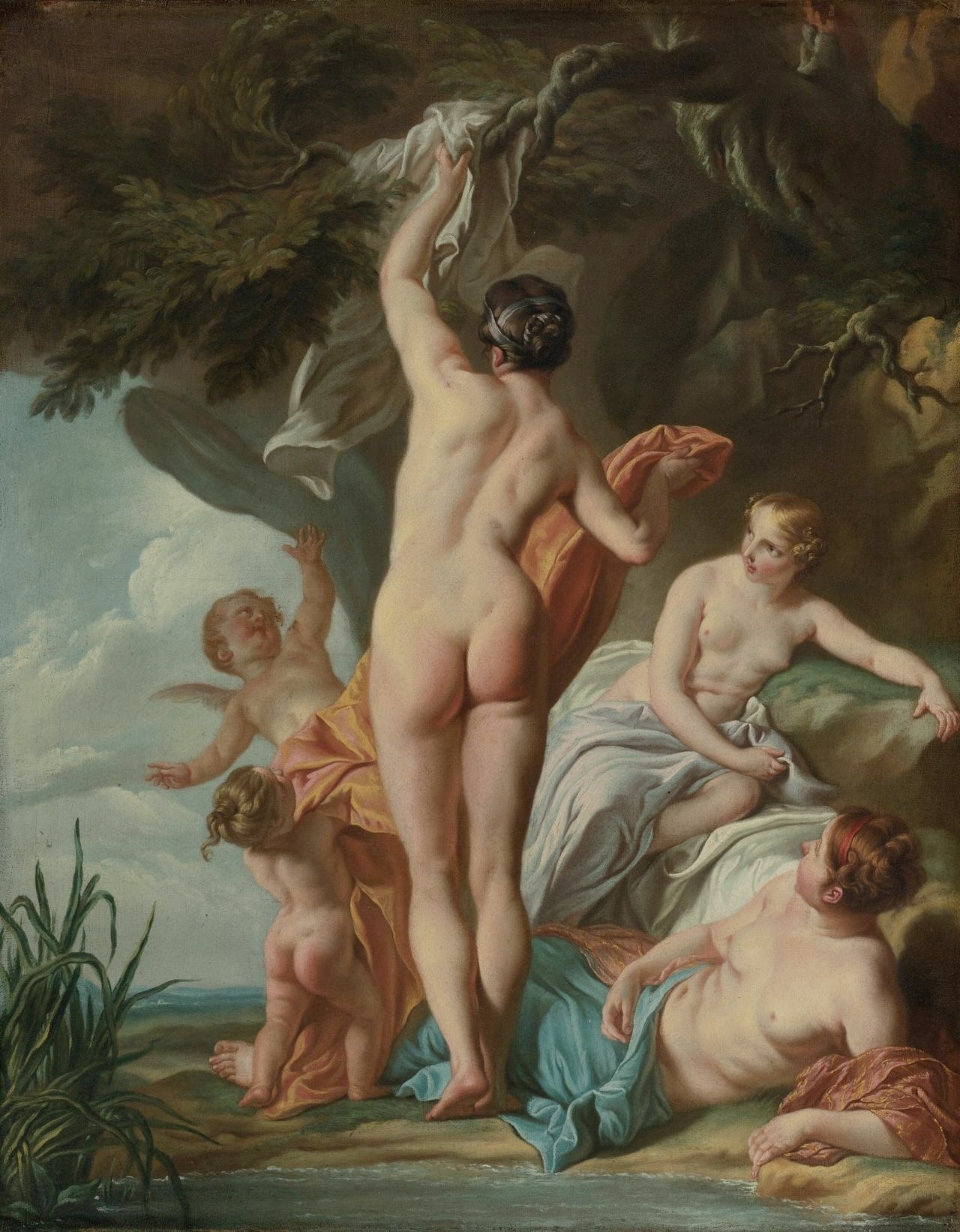
Венера и ее спутники. Ок. 1726. Холст, масло. Частное собрание
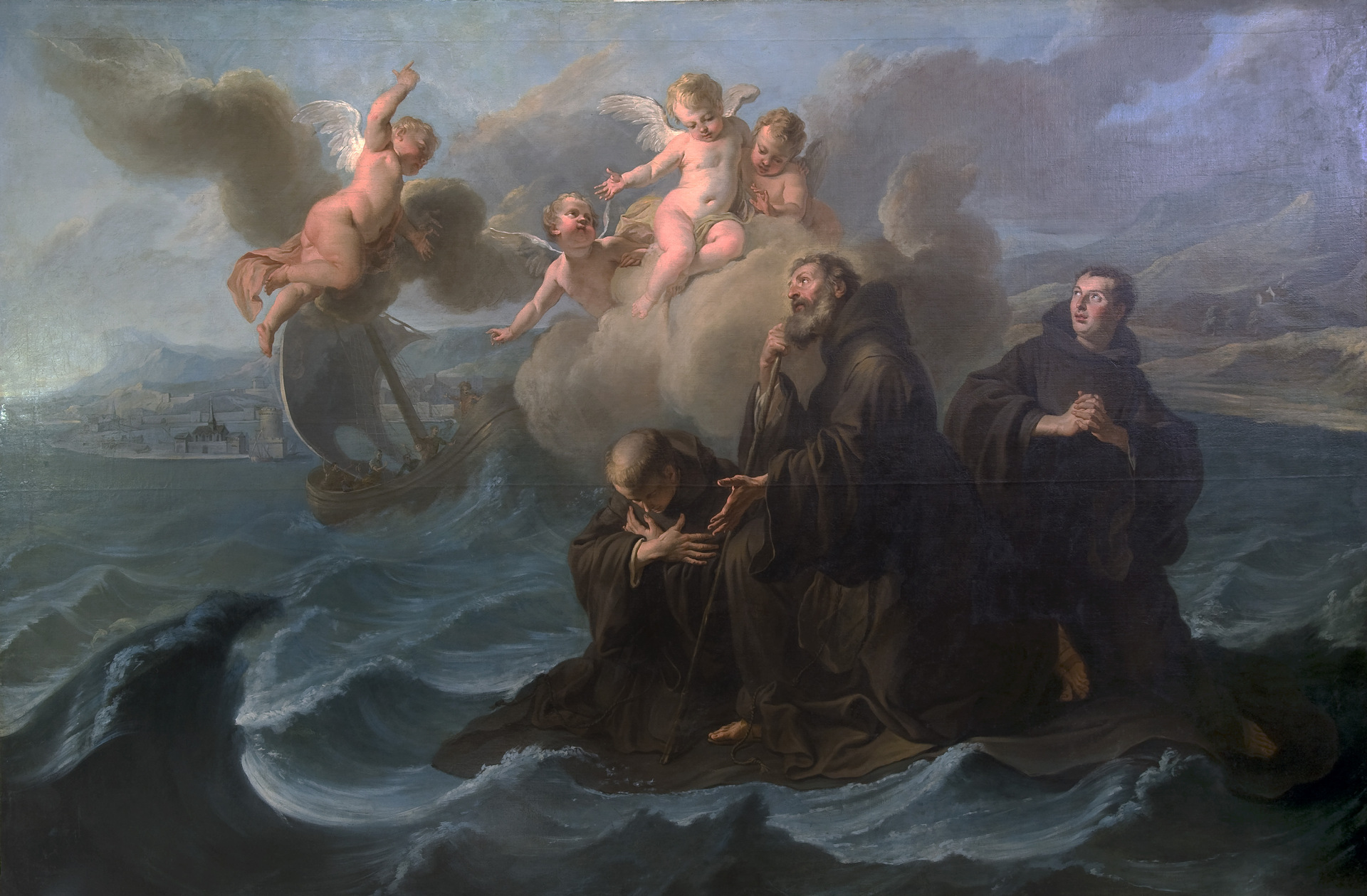
Святой Франциск да Паола и его спутники пересекают Мессинский пролив на своих рясах. 1723. Холст, масло. Собор, Лион
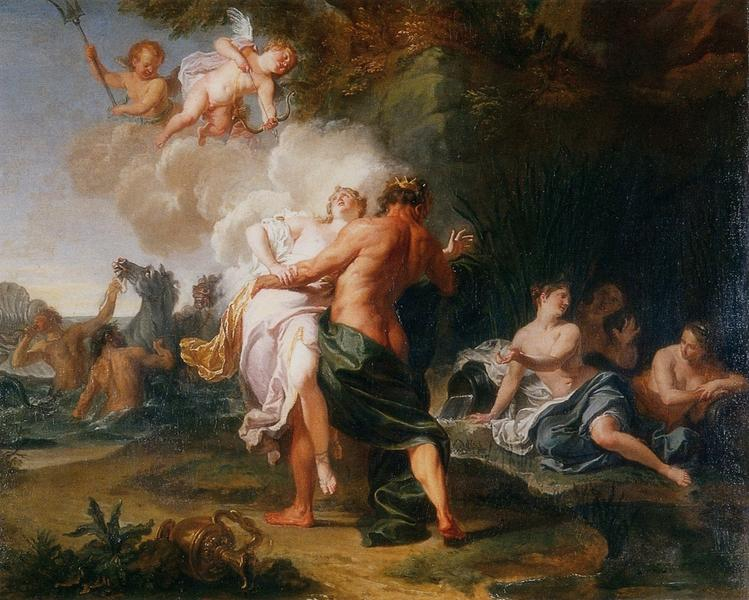
Нептун, похищающий нимфу Амимону. 1720. Холст, масло. Музей изящных искусств, Валансьен